# 奧戈斯塔河

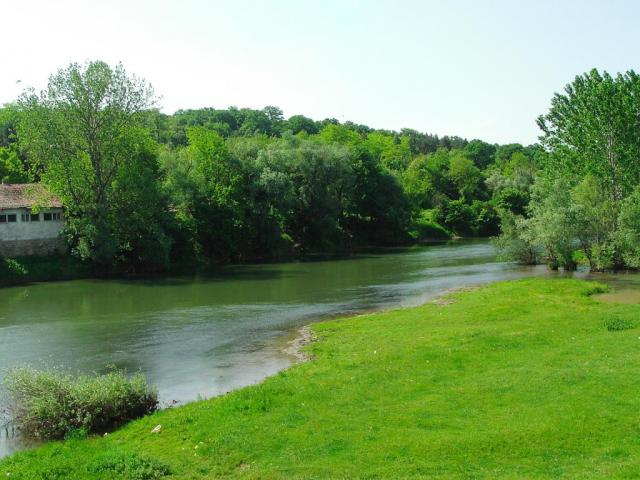

奧戈斯塔河是保加利亞的河流，位於該國北部，屬於多瑙河的右支流，河道全長147公里，流域面積3,157平方公里，河畔城鎮包括奇普羅夫齊、蒙塔納和米濟亞。
43°45′N 23°51′E / 43.750°N 23.850°E